# Imparfinis borodini
Imparfinis borodini és una espècie de peix de la família dels heptaptèrids i de l'ordre dels siluriformes.

## Morfologia
Els mascles poden assolir els 15,7 cm de llargària total.

## Distribució geogràfica
Es troba a Sud-amèrica: conques del São Francisco i del Paranà al Brasil.